# C'est toi
C'est toi... est le titre d'une collection de livres-jeux fondée par François Thiéry en 1987.

## Histoire éditoriale
La collection est initialement parue chez Magnard entre juillet 1987 et août 1988, pour les 12 premiers volumes.

## Composition de la collection
La collection se compose de deux séries principales :
- C'est toi... le détective
- C'est toi... l'aventurier

## Détail des publications
| Série                        | Titre                          | Auteur                                                     | Illustrateur intérieur | Illustrateur couverture | Éditeur            | Date de publication | ISBN                     |
| ---------------------------- | ------------------------------ | ---------------------------------------------------------- | ---------------------- | ----------------------- | ------------------ | ------------------- | ------------------------ |
| C'est toi... le détective 01 | Imbroglio sur la lagune        | François Thiéry                                            | Robert Scouvart        | Nicolas Vial            | Magnard            | 1987/07             | (ISBN 978-2-210-97201-8) |
| C'est toi... le détective 02 | Concerto pour une vieille dame | François Thiéry                                            | Marianne Villebrun     | Nicolas Vial            | Magnard            | 1987/07             | (ISBN 978-2-210-97202-5) |
| C'est toi... le détective 03 | L'Amour des jaguars            | François Thiéry                                            | Robert Scouvart        | Nicolas Vial            | Magnard            | 1987/07             | (ISBN 978-2-210-97203-2) |
| C'est toi... le détective 04 | Trafics à l'anglaise           | François Thiéry                                            | Marianne Villebrun     | Nicolas Vial            | Magnard            | 1987/07             | (ISBN 978-2-210-97204-9) |
| C'est toi... le détective 05 | Les voisins sont au parfum     | François Thiéry                                            | Marianne Villebrun     | Nicolas Vial            | Magnard            | 1987/07             | (ISBN 978-2-210-97205-6) |
| C'est toi... le détective 06 | La Ronde des hommes en noir    | François Thiéry                                            | Robert Scouvart        | Nicolas Vial            | Magnard            | 1987/07             | (ISBN 978-2-210-97206-3) |
| C'est toi... l'aventurier 01 | L'Enfer du désert              | François Thiéry                                            | Marianne Villebrun     | Nicolas Vial            | Magnard            | 1988/05             | (ISBN 978-2-210-97211-7) |
| C'est toi... l'aventurier 02 | La Jungle aux poisons          | François Thiéry                                            | Marianne Villebrun     | Nicolas Vial            | Magnard            | 1988/05             | (ISBN 978-2-210-97212-4) |
| C'est toi... l'aventurier 03 | Sur la piste des diamants      | François Thiéry avec la participation de Jacques Mazeau    | Marianne Villebrun     | Nicolas Vial            | Magnard            | 1988/08             | (ISBN 978-2-210-97213-1) |
| C'est toi... l'aventurier 04 | Attention ! Pirates !          | François Thiéry avec la participation de Marc-Henri Boisse | Marianne Villebrun     | Nicolas Vial            | Magnard            | 1988/08             | (ISBN 978-2-210-97214-8) |
| C'est toi... l'aventurier 05 | Le Trésor sous la mer          | François Thiéry                                            | Marianne Villebrun     | Nicolas Vial            | Magnard            | 1988/08             | (ISBN 978-2-210-97215-5) |
| C'est toi... l'aventurier 06 | Les Rhinocéros du Kilimandjaro | François Thiéry                                            | Marianne Villebrun     | Nicolas Vial            | Magnard            | 1988/05             | (ISBN 978-2-210-97216-2) |
| C'est toi... l'aventurier 07 | Traquenard aux pyramides       | François Thiéry                                            | Marianne Villebrun     | Fasko                   | Posidonia Editions | 2022                | (ISBN 9782376361077)     |
| C'est toi... l'aventurier 08 | La peur au ventre              | Marc-Henri Boisse avec la participation de François Thiéry | Marianne Villebrun     | Fasko                   | Posidonia Editions | 2022                | (ISBN 9782376361084)     |